# 返璞词
返璞词（英語：retronym）是在人类语言的发展过程中因为某些词语经过演变原有词义出现扩展或变化，为了防止旧义和新义产生混淆，所以产生的用来专指旧词义的新词。返璞词通常是给原有的名词加上新的定语来进行修饰，来与新词义加以区别，這種形式亦即反稱。
如：
- 常规战争：在核生化战争、特种战争等战争形式出现以前，战争形式都是“常规”的；
- 黑火药：在无烟火药出现之前只有一种火药；
- 热巧克力：在冷却凝固的巧克力出现前，巧克力都是以液体热饮的形态食用的；
- 固網电话：在移动电话出现前电话都是通过固定的电话线联通信号的；
- 功能手机：在智能手机普及之前，手机只有语音传输一种功能；
- 台式电脑：在笔记本电脑和掌上电脑出现之前，电脑都是桌台式的；
- 第一次世界大战：在第二次世界大战前只有“世界大战”一词；
- 第一次工业革命：在第二次工业革命出现前只有工业革命一词；
- 罗马天主教：在天主教会大分裂前只有一种天主教；
- 蜗牛邮件：在电子邮件之前所有邮件都是物理邮寄，与电信号相比慢如蜗牛；
- 蒸汽机车：在内燃机车出现之前铁路机车都是蒸汽机驱动的；
- 普速鐵路：在高速鐵路出现之前所有鐵路速度都是“普通”的；
- 窄体客机：在宽体客机出现前客机都是“窄体”的；
- 中国象棋：在国际象棋传入中国之前，中国人只知道本国的象棋。
- 中國茶：在南亚和东非等地区引进茶叶种植之前，所有的茶都来自于中国；
- 木吉他：在电吉他出现之前吉他都是木质的；
- 實體書、紙本書：在电子书出现之前图书都是纸质实体的；
- 漢語：在漢朝與其他外来民族接觸前漢語稱之為語，後為與其他民族之語文區分而改稱漢語；
- 繁体字：在简化字出现前汉字只有一种稳定形式（若不計小篆及其它先秦字体）；
- 高地板（英语：High-floor）：在低地板巴士出现之前公共汽车都是“高地板”的；
- 平禧校舍：在千禧校舍標準出現之前統一使用「靈活式校舍」一詞；
- 中国历史上有多個朝代先后使用相同的朝代名，后世史学界因此返璞修饰加以区分：
  - 西周：在周平王東遷前只稱為「周」；
  - 西汉：在王莽篡位建立新朝之前只有一个“汉”；
  - 西晋：在五胡乱华导致衣冠南渡之前只有一个“晋”；
  - 劉宋：在趙匡胤建立的宋朝成立前，刘裕建立的南朝政权只稱為「宋」；
  - 北宋：在靖康之变之前宋朝只称作“宋”；
- 旧中国、旧社会：在中国共产党赢得国共内战建立“新中国”政权并宣传“新社会”的意识形态之前，“中国”和“社会”的概念并没有“新”、“旧”区别。